# Бэйлинь (Сиань)
Район Бэйли́нь (кит. упр. 碑林, пиньинь Bēilín) — район городского подчинения города субпровинциального значения Сиань провинции Шэньси (КНР). Название района означает «лес стел»; на территории района расположен знаменитый Музей стел.

## История
В 1944 году гоминьдановские власти сделали Сиань городом центрального подчинения, и он был разделён на 12 районов. Во время гражданской войны Сиань в мае 1949 года перешёл в руки коммунистов. В 1954 году в результате административно-территориального переустройства деления Сианя на районы изменилось, и вместо двенадцати их стало девять; из районов № 1, № 2 и № 7 был образован район Бэйлинь. В 1960 году он был присоединён к району Яньта, но в 1962 году воссоздан. В 1966 году район был переименован в Сянъян (向阳区, «к солнцу»), в 1972 году ему было возвращено название Бэйлинь.

## Административное деление
Район делится на 8 уличных комитетов.